# Wieshof (Treuchtlingen)

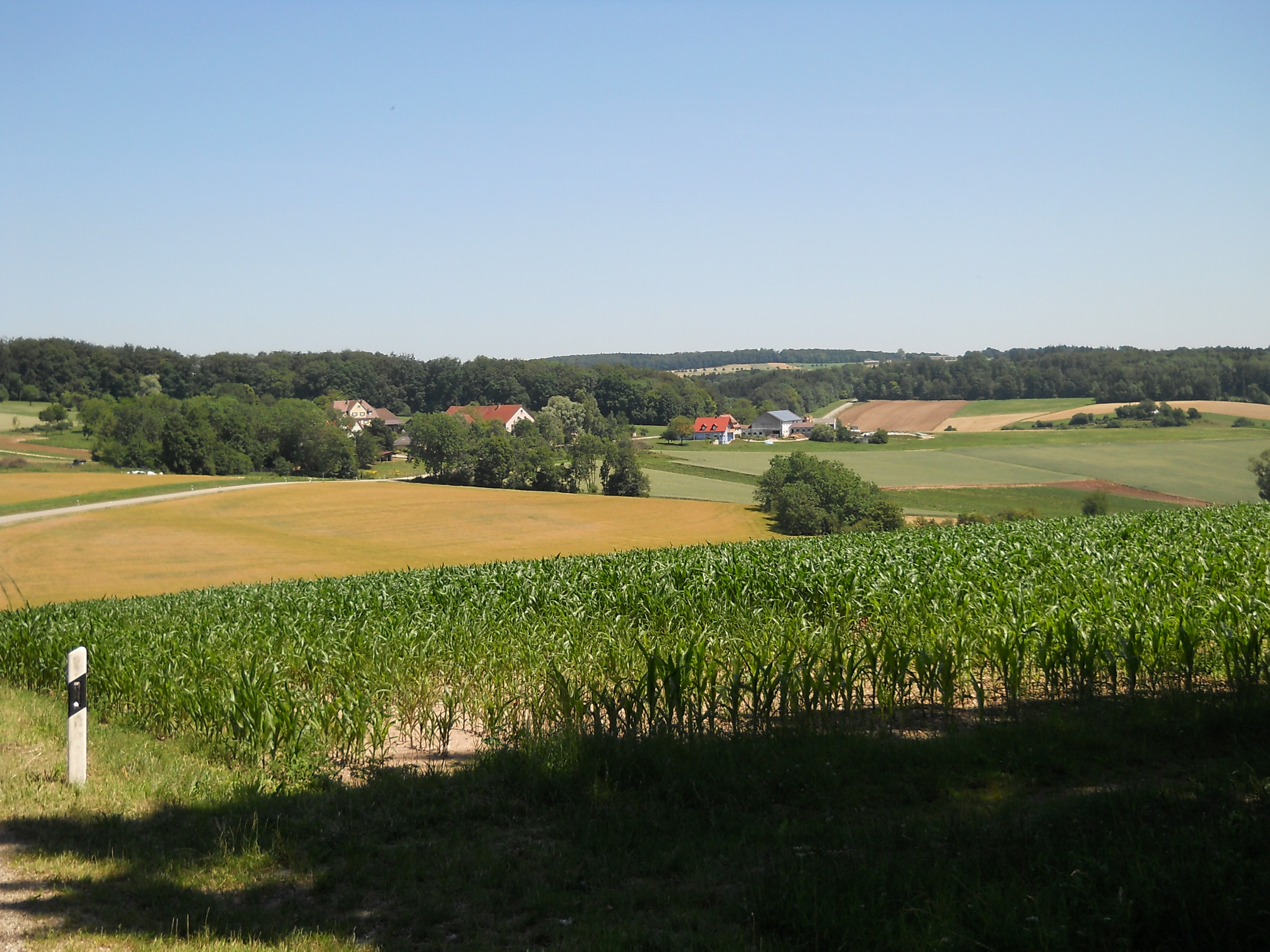
Wieshof, eingebettet in die sommerliche Landschaft

Wieshof ist ein Gemeindeteil der Stadt Treuchtlingen im Landkreis Weißenburg-Gunzenhausen (Mittelfranken, Bayern). Wieshof liegt in der Gemarkung Auernheim.

## Lage
Der Weiler liegt in der Südlichen Frankenalb westlich von Treuchtlingen, südlich des Treuchtlinger Gemeindeteils Auernheim und nordöstlich von Döckingen, einem Gemeindeteil von Polsingen. Von der Staatsstraße 2216 zweigt bei einem Sägewerk eine Gemeindeverbindungsstraße ab, die über Hagenhof nach Wieshof und weiter nach Döckingen führt.

## Geschichte
Der Ortsname wird von den älteren Belegen her gedeutet als „(Hof) zu der Wiese“, wobei das mittelhochdeutsche Wort „wise“ „feuchtes, nasses Grasland“ bedeutet. Erst seit dem 17. Jahrhundert findet sich der Ortsname in seiner heutigen Form. Zuvor sprechen die Belege in Varianten von „zu der Wiese“, erstmals 1336, als Ulrich von Pappenheim-Treuchtlingen Konrad dem Vrnhaimer sein Lehen „ze Wisen“ verkaufte. 1370 stiftete Wirich von Treuchtlingen dem Kloster Heidenheim eine jährliche Gült aus seinem „hof zu d(er) Wiß“. 1401 veräußerte Jobst von Treuchtlingen seinen Hof und Lehenteil an seinen Oheim Wigleis Schenk von Geyern, der im Jahr darauf auch von Wirich von Treuchtlingen dessen Hof „zu der wiss“ und Lehenanteil käuflich erwarb. Im 16. Jahrhundert haben die Herren von Gundelsheim zu Steinhart Besitz und Rechte „zu Wießen“; so verkaufte 1534 Martin von Gundelsheim zu Steinhart an Hans Schretzenmair/Schretzmair, der bereits auf dem „hof zur Wießen“ saß, diesen samt Schäferei und etlichen Grundstücken. Noch im gleichen Jahr ging dieser Besitz durch Verkauf an den Deutschen Orden in Ellingen über und als Lehen an Schretzenmair wieder zurück. Für 1535 erfährt man, dass das Halsgericht dem markgräflich-brandenburgischen Amt Hohentrüdingen zusteht. 1616 heißt der Hof nunmehr „Wißhof“, den der Deutsche Orden 1642 an die Döckinger Bürger Hans Püchler und Leonhard Bißwanger zu Lehen verkauft. Für 1732 erfährt man, dass der Deutschordenshof nach Auernheim gepfarrt ist und der große und kleine Zehent dorthin gehört; die niedere Vogtei inner Ettern (Dorfgerichtsbarkeit) wird von der Kommende Ellingen wahrgenommen, die Vogtei außer Ettern und die hohe Fraisch sind weiterhin Rechte des brandenburgischen Oberamtes Hohentrüdingen. Daran änderte sich im Heiligen Römischen Reich nichts mehr – außer dass der Deutsche Orden den Hof in einen Dreichatel- und einen Achtelhof teilte.
Seit 1806 im Königreich Bayern, wurde der Weiler 1808 dem Steuerdistrikt und 1810 sowie 1818 der Ruralgemeinde Auernheim im Landgericht Heidenheim zugeordnet.
Am 1. Juli 1972 wurde die Gemeinde Auernheim mit ihren Gemeindeteilen im Zuge der Gebietsreform in Bayern nach Treuchtlingen eingemeindet.
Durch frühere Hofteilungen bestand der Weiler in den 1980er Jahren aus vier Höfen, von denen einer durch den Diakonieverband Helsoltshöhe als Freizeitheim für Kinder und Schwestern genutzt wird. Als Denkmal eingestuft ist Wieshof Nr. 2, ein „stattlicher Einfirsthof; zweigeschossiger Giebelbau, um 1900“.

### Einwohnerzahlen
- 1818: 22 Einwohner[7]
- 1824: 24 Einwohner, 3 Gebäude[7]
- 1861: 24 Einwohner, 6 Gebäude[11]
- 1950: 25 Einwohner, 2 Wohngebäude[7]
- 1961: 21 Einwohner, 4 Wohngebäude[12]
- 1987: 25 Einwohner[1]